# Elbow Lake, British Columbia
Elbow Lake är en sjö i provinsen British Columbia i Kanada. Den ligger vid South Atnarko River i Tweedsmuir South Provincial Park. Sjön sträcker sig 3,5 kilometer längs floden. Sjöns yta är 138 hektar och ligger 580 meter över havet. I närheten är av Elbow Lake finns flera bergstoppar högre än 2 000 meter över havet. Sjöns namn Elbow Lake kommer från dess böjda form, som en armbåge (engelska: elbow).